# Miss Nobody (film 1917)
Miss Nobody è un film muto del 1917 diretto da William Parke.

## Produzione
Il film fu prodotto dall'Astra Film.

## Distribuzione
Il copyright del film, richiesto dalla Pathé Exchange, Inc., fu registrato il 15 settembre 1917 con il numero LU11379.

Distribuito dalla Pathé Exchange, il film uscì nelle sale cinematografiche statunitensi il 19 agosto 1917.
Copia completa della pellicola si trova conservata negli archivi della Cinémathèque française di Parigi.